# Actinidia holotricha
Actinidia holotricha är en tvåhjärtbladig växtart som beskrevs av Achille Eugène Finet och Gagnep. Actinidia holotricha ingår i släktet aktinidiasläktet, och familjen Actinidiaceae. Inga underarter finns listade i Catalogue of Life.